# 太升南路站
太升南路站位于成都市青羊区忠烈祠西街太升南路口，是成都地铁4号线的地下岛式车站，于2015年12月26日启用。在建设过程中的工程名为“太升路站”。

## 车站构造
岛式月台1面2线地下车站，车站总长187.7米，标准段宽18.9米，底板埋深约17.65米，明挖双层双跨结构，总建筑面积为9467平方米。车站共设置5个通道6个出入口（3个修建，3个预留）及3组6个风亭，车站主体沿忠烈祠西街布置，呈东西走向。
| 地面              | 0    | 出口B–D                                                                                             |
| 地下一层          | 站厅 | 自助购票 客服中心                                                                                   |
| 地下二层          | 站台 | \| \| \| 4号线往万盛（骡马市） \| \| 島式 · 開左邊车门 \| \| \| \| \| \| 4号线往西河（市二医院） \| |
|                   |      | 4号线往万盛（骡马市）                                                                               |
| 島式 · 開左邊车门 |      | |
|                   |      | 4号线往西河（市二医院）                                                                             |

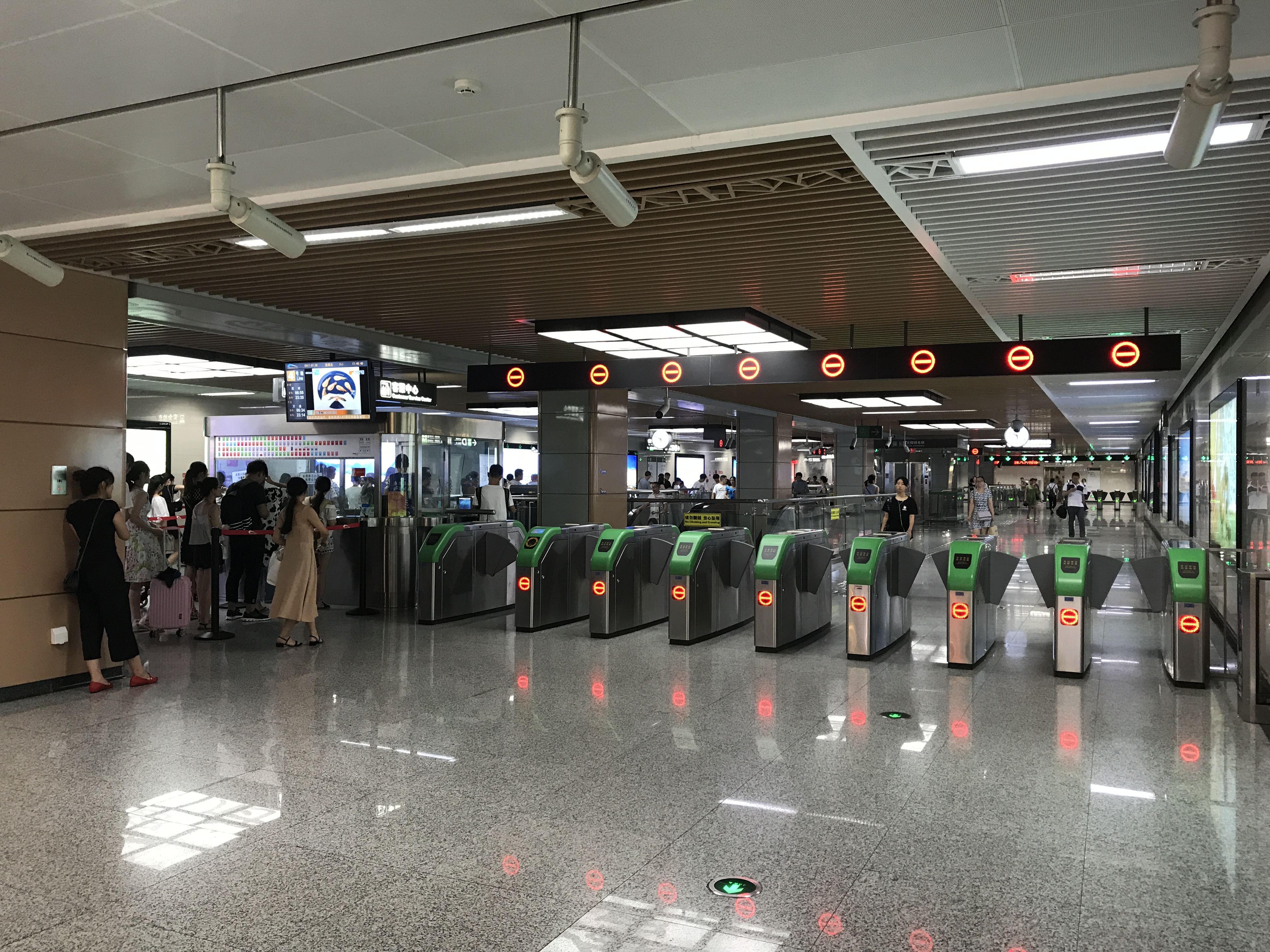
站厅层
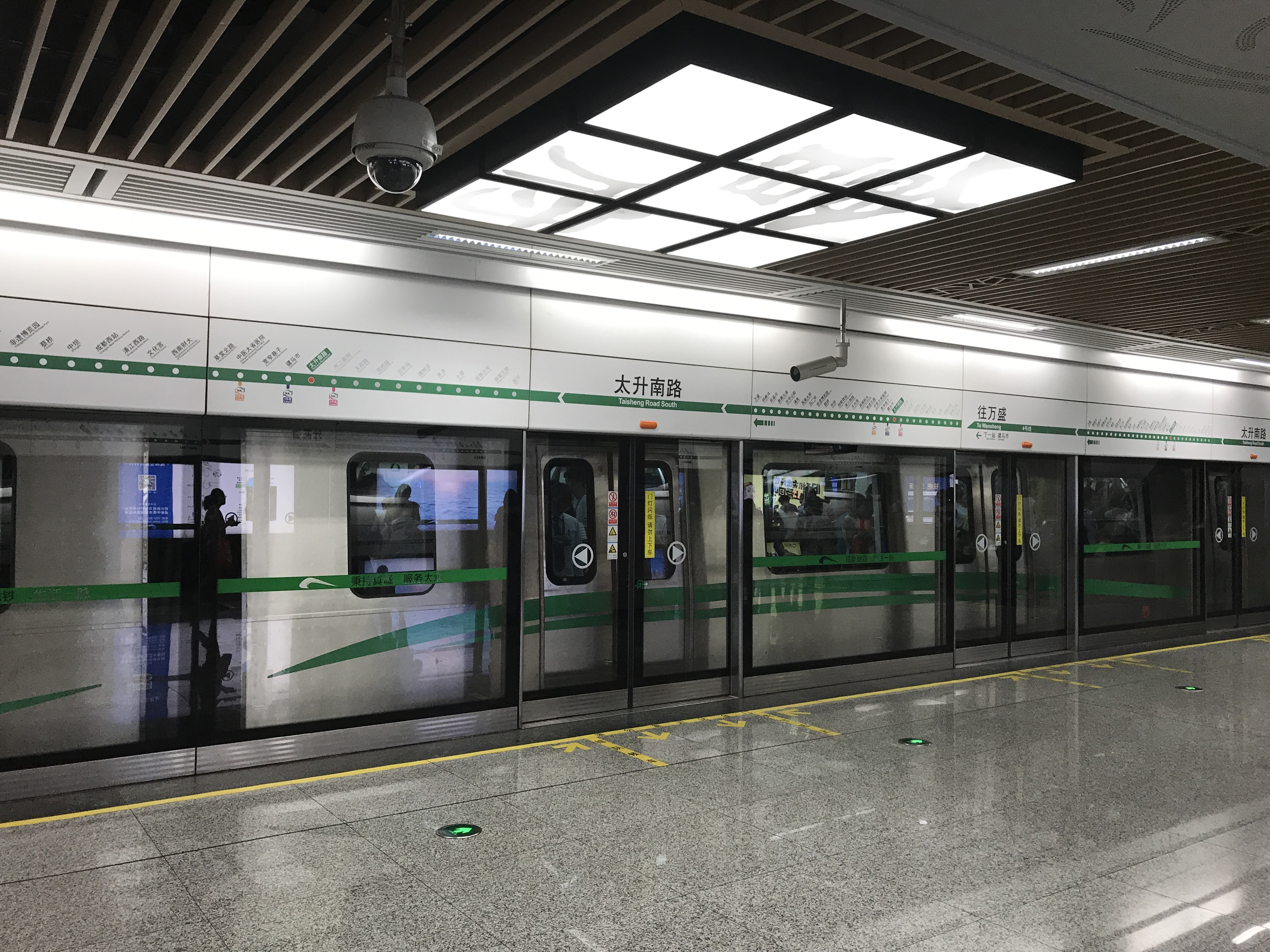
站台层
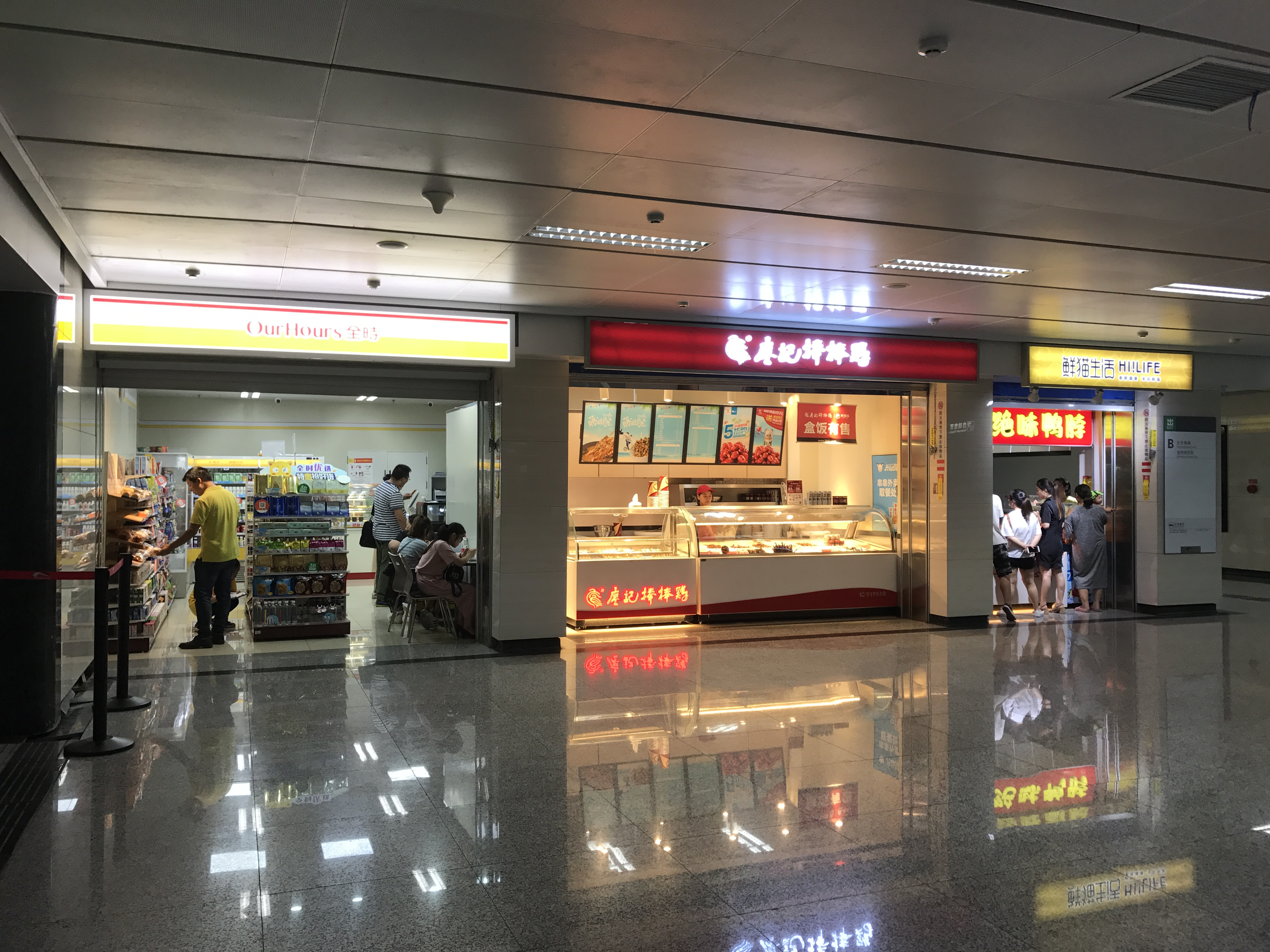
站内商店

## 内装与公共艺术
本站设计主题：忠烈祠——成都“会府”。
本站位于现今成都市忠烈祠西街。从明代起，在这里设置有一处称为“都会府”的宫府建筑。当时，成都省府文武百官每逢朔、望日或国有庆典时都要在此举行向皇帝朝拜大礼，故称 “都会府”——简称“会府”。清代初期沿明制，仍将这里作为全城文武官员聚集朝拜当今皇上的地方，只是将“都会府”的名称改成了“万寿宫”，但民间仍照呼“会府”不误。进入民国后，为纪念辛亥革命及四川保路运动中牺牲的仁人志士，地方当局又将这里开辟成纪念死难烈士的专祠，岁时致祭，“会府”又正式改名为“忠烈祠”。旧时代以“会府”命名的几条街，后来统统改名为“忠烈祠某街”，沿用至今。站内天花板设置有展现古建筑风格的花窗饰物，以及有“会府”二字的灯箱。

## 出入口
本站目前开放3个出口。
|          |              |                          |      |
| 编号     | 设施         | 指示                     | 照片 |
|          |              | 太升南路、忠烈祠东街     |      |
| 出口 · C | 无障碍电梯   | 太升南路、童子街、康庄街 |      |
| 出口 · D | 无障碍卫生间 | 忠烈祠西街、鼓楼北一街   |      |

## 公交配套
3、18、45、53、166

## 历史
- 2012年2月22日，开始打围[6]。
- 2012年11月1日，主体结构封顶[3]。
- 2015年12月26日，正式启用[1]。
- 2023年7月，本站英文名由Taisheng Road South改为Taisheng South Road。